# Al-Bazan
Al-Bazan (arab. ‏الباذان‎, Al-Bāẓān) – wieś w Palestynie, w muhafazie Nablus. Według danych szacunkowych Palestyńskiego Centralnego Biura Statystycznego w 2016 roku miejscowość liczyła 3016 mieszkańców.